# SK네트웍스
SK네트웍스(SK Networks)는 SK계열의 종합상사이다. ICT 디바이스 유통, 통신 인프라 관리, 자동차 관리, 환경가전 렌털, 호텔·리조트 등 다양한 사업을 영위하고 있다. 본사는 서울특별시 종로구 청계천로 85 (관철동)에 있다.
또한 SK네트웍스는 SK그룹의 시초이기도 하다.

## 역사
- 1956년 3월: 선경직물(주) 설립
- 1970년 12월: 무역상사 선경산업(주) 흡수 합병
- 1973년 3월: 선경창고 인수
- 1976년 1월: 선일섬유(주) 흡수 합병
- 1976년 6월: 선경빌딩 인수(구 동화빌딩, 현 SK빌딩)
- 1976년 11월: 종합무역상사 지정
- 1977년 6월: 기업공개
- 1977년 6월: 주권 신규상장
- 1977년 8월: 선경종합건설(주) 인수(구 협우산업, 현 SK건설)
- 1977년 10월: 해외공사 수주업 면허취득
- 1978년 5월: 대표자 변경: 최종현, 유석원
- 1979년 3월: 컴퓨터시스템 가동(IBM-307)
- 1980년 12월: (주)대한석유공사(현 SK이노베이션 및 SK에너지) 인수
- 1998년 3월: 상호변경: SK상사(주)
- 1999년 12월: SK유통(주) 흡수합병
- 2000년 5월: 상호변경: SK글로벌(주)
- 2000년 7월: SK에너지판매(주) 흡수합병
- 2003년 3월: 채권금융기관 공동관리 개시
- 2003년 6월: 의류, 직물 사업부문 영업 양도(세계물산(주)(현 SG세계물산))
- 2003년 9월: 상호변경: SK네트웍스(주)
- 2004년 5월: Wizwid(주) 매각
- 2007년 12월: 애니유저넷(주) 흡수 합병
- 2008년 3월: 오브제(주) 흡수합병
- 2009년 12월: (주)워커힐 흡수 합병
- 2011년 2월: 석탄, 광물 사업 영업양수
- 2014년 4월: 피에스앤마케팅(주)에게 단말기 유통 소매사업 영업양도
- 2015년 10월: (주)스티브요니 합병
- 2016년 3월: 대표이사 최신원 취임
- 2016년 11월: SK매직(구 동양매직) 인수
- 2017년 2월: 패션사업 영업양도
- 2017년 3월: LPG사업 영업양도
- 2017년 4월: 대규모 구조조정 실시(구조조정 프로그램 “세컨라이프” 희망퇴직 시행)[2]
- 2017년 10월: Energy Marketing부문 Wholesale 사업 영업양도[3]
- 2018년 3월: 日 미용가전 시장 진출(카도社와 조인트벤처 설립)[4]
- 2018년 5월 19일: SK네트웍스, BC카드와 모빌리티 서비스 관련 MOU 체결[5]
- 2018년 5월 28일: SK네트웍스 스피드메이트, '자가정비의 날' 캠페인[6]
- 2019년 1월 2일: AJ렌터카주식회사의 지분 취득.
- 2019년 12월 13일: 렌터카사업을 SK렌터카주식회사로 분리.
- 2020년 6월 1일: 석유제품 소매판매사업 영업양도. 본점 소재지를 경기도 수원시 장안구 경수대로 795 (영화동)에서 팔달구 매산로52번길 4 (매산로2가)로 변경.
- 2020년 12월 24일: SK핀크스의 지분을 주식회사 휘찬에 양도.

## 사업 분야

### 자동차
SK네트웍스는 렌터카 사업, 자동차 정비, 긴급출동 서비스, 부품 유통사업을 하고 있다.

### 무역
SK네트웍스는 화학재 등의 무역을 운영한다.

### SK인텔릭스
SK인텔릭스는 헬스사업을 한다.

### 워커힐 호텔앤리조트
SK네트웍스의 워커힐 호텔앤리조트는 2017년까지 쉐라톤과 제휴해 쉐라톤 워커힐이라는 호텔명으로 영업해 왔으나, SK그룹이 재계약을 하지 않아 '워커힐 호텔앤리조트'로 독자적으로 운영을 시작하였다.

## 사건사고
- 2003년: SK글로벌(현, SK네트웍스)은 2001년도 재무제표를 작성하면서 은행 서류를 위조, 1조 5천억원대 분식회계 사건을 저질렀다.[9]
- 2014년 9월: 언론보도에 따르면, SK네트웍스는 외국인의 개인정보를 이용해 대포폰을 10만 대나 유통하여 큰 물의를 일으킨 바 있다.[10][11] SK네트웍스는 고객정보를 불법보관한 혐의로를 압수수색당한 일도 있다.[12]
- 2016년 6월: 책임경영 외친 최신원 SK네트웍스 회장, 2달 넘도록 출근 안해 시장경제 뉴스보도[13]
- 2016년 8월: 과거 신규사업 부진 및 부실경영으로 자질 논란에 휩싸였던 최신원 회장이 SK네트웍스 복귀 후 3개월 만에 직원 40배 급여(6억 2500만원) 받아 고액연봉 논란이 발생하였다.[14]
- 2017년 4월: 대규모 강제 구조조정설 발생 “최신원 회장이 박상규 사장에게 인력감축 지시 △전 직원의 최대 20%(총 2540명 중 약 500명) 목표 △사실상 정리해고 수준의 압박 (임원이 부하직원에게 퇴직 강요) △저 성과자, 사무직 여직원, 육아휴직 중인 여직원들이 주요 정리대상”이라는 구조조정설이 돌았으나, SK네트웍스측은 부인하였다.[15][16]
- 2017년 4월: 글로벌 호화골프장 위기 ‘최신원 자질론’ 재점화, 스카이데일리 뉴스 보도, 2017.07.10[17]
- 2018년 3월: SK네트웍스 경영진은 경영악화 및 주가 폭락(전년 대비 30%이상 폭락)에 따른 소액주주 반발을 예상하여, 정기 주주총회에 소액주주 출입통제 및 참석을 조직적으로 방해하였다.[18][19][20][21]
- 2018년 3월: SK네트웍스 정기 주주총회 소액주주 출입통제 및 참석 방해 사건에 대해 청와대 홈페이지에 국민청원이 발생하였다.[22]
- 2018년 4월: SK네트웍스서비스 모캣 보조배터리 차안에서 갑자기 폭발.[23]
- 2018년 4월: “SK네트웍스 위키백과 사건사고 내용 삭제 파문”, SK네트웍스 정기 주주총회 소액주주 출입통에 및 참석 방해 사건 내용에 대해 SKB IP(SK임직원 추정IP)에서 삭제를 시도하였다.[24]
- 2018년 4월: SK네트웍스 직영 주유소 오염토 졸속 공사 논란.[25]
- 2018년 4월: SK네트웍스의 대대적인 직원 구조조정 시행 가운데 최신원 회장이 2017년 30억 보수를 수령한데 대한 비판 뉴스 기사가 2018.04.26 08:52분 인터넷에 배포되었으나, 이날 오후 해당 뉴스기사 및 관련 기사들이 인터넷 상에서 완전히 삭제되었다. 소액주주들은 이를 SK그룹과 언론사의 유착관계에 따른 뉴스 삭제 시도 및 SK그룹의 막강한 힘을 활용한 언론농단 사태로 보고있다.[26][27]

- 2018년 4월: SK네트웍스 최신원 회장 퇴임 및 해임에 대해 청와대 홈페이지에 국민청원이 발생하였다.[28]
- 2018년 5월: SK네트웍스 소액주주들은 SK그룹 언론농단 사태 발생에 따라 언론 모니터링을 지속적으로 실시하며 추가 농단 사태를 감시하였다. 2018년 5월 4일 08:00시 경 조세금융신문에서 “SK네트웍스 최신원, 직원들 사지로 몰고 보수 30억 챙겼다?“ 인터넷 뉴스를 배포하였으나, 당일 12:00 경 이후부터 인터넷 및 해당 언론 매체에서 뉴스기사가 완전 삭제되었다.[29][30]

## 규모 및 실적
시가총액 1조 3천억원 규모의 대기업이다. 매출액은 매분기 대략 4조원 이상이 나온다.
2014년 들어, 실적 면에서는 몇가지 우려할만한 사항이 발생하기도 했다. SK네트웍스는 팬텍의 채권을 다량으로 보유하고 있었기 때문에, 대손충당금이 반영되어 2014년 3분기 실적이 일시적으로 악화되었다. 또한 정부가 면세점을 추가로 허가함에 따라 SK네트웍스이 운영하고 있던 워커힐 면세점의 성장 둔화 우려가 대두되기도 했다.
2014년 PBR이 0.9 가량으로 매우 저평가되었다고 분석되기도 했으나, 실적이 추가로 악화되면서 2015년에는 0.7 가량으로 더 떨어졌다.
2017년 매출 152,023억원, 영업이익 1,428억원, 순이익 346억원을 기록하였다.

## 기부활동

### 누적기부금액
- 2014년 9월 누적 기부금액 4,094백만원
- 2015년 9월 누적 기부금액 4,637백만원
- 2016년 9월 누적 기부금액 8,754백만원
- 2017년 9월 누적 기부금액 3,816백만원

### 기부활동내역
- 2016.12.14 최신원 SK네트웍스 회장, '사랑의 열매' 6억 기부 개인 최고액[32]
- 2017.09.17 '기부왕' 최신원 SK네트웍스 회장, 울릉도에 1억 2천만원 쾌척[33]
- 2017.11.24 최신원 SK네트웍스 회장, 제1야전군 사령부 위문[34]
- 2017.11.29 SK네트웍스, '최신원 회장' 참여한 김장 나눔 행사[35]
- 2017.12.28 최신원 SK네트웍스 회장, 6년째 쪽방촌 봉사 주도[36]
- 2018.03.28 SK네트워스, 지진 이재민에 에어컨 20대(2000만원 상당) 기증[37]